# Acomys nesiotes
Acomys nesiotes es una pequeña especie de roedor perteneciente a la familia Muridae. Es endémica de Chipre. Es un animal nocturno que se encuentra generalmente en zonas áridas. Después del último registro fiable en 1980 ningún esfuerzo considerable se ha hecho hasta el año 2007, cuando cuatro individuos fueron redescubiertos. Debido a la escasez de datos de la población, la UICN la considera como datos deficientes.